# Gerhard av Oldenburg
Greve Gerhard "den stridbare" av Oldenburg, även Gerhard "den modige" av Oldenburg, Gerhard "der Streitbare", Gerd "der Mutige", född 1430, död 22 februari 1500 i Frankrike, greve av Oldenburg 1440/1450-1486 (abdikerade). Son till greve Didrik den lycklige av Oldenburg (död 1440) och Hedvig av Holstein (död 1436).

## Biografi
Gerhard fick 1454 av brodern Kristian dennes del av grevskapet Oldenburg och 1460 löfte om en stor penningsumma som ersättning för arvsrätten till Holstein. Då Gerhard aldrig erhöll penningsumman försökte han 1465–1466 vinna eget välde i Schleswig och Holstein och blev i några år broderns ståthållare. Gerhard råkade sedan i strid, först med holsteinska adeln och sedan med Kristian, vilken 1470 fråntog honom hans värdighet. 1472 försökte Gerhard att vända tillbaka till Holstein, men utan framgång.
Såsom varande greve av Oldenburg låg Gerhard i långvarig strid med ärkebiskopen av Bremen, överlämnade 1486 regeringen till sina söner och dog i Frankrike 1500.
Om Gerhard sägs att han skall ha stått på god fot med bönderna, både i Holstein och Oldenburg.
Anton Günther (1583-1667) var den siste greven av denna släktlinje.